# Pluteus diettrichii
Pluteus diettrichii är en svampart som beskrevs av Bres. 1905. Pluteus diettrichii ingår i släktet Pluteus och familjen Pluteaceae.   Inga underarter finns listade i Catalogue of Life.